# Aparatul urinar
Aparatul urinar (numit uneori și sistem urinar) este unul din aparatele fiziologice esențiale ale organismului care produce, stochează și elimină deșeurile organismului prin urină. În cazul rasei umane, ca și cazul majorității vertebratelor, acest sistem este alcătuit din doi rinichi, două uretere, vezica urinară, doi mușchi sfincteri și uretră. Organul similar pentru nevertebrate se numește nefridiu.

## Anatomie

### Rinichii
Rinichii sunt organe pereche, retroperitoneale, de forma unor boabe de fasole, cu o lungime de aproximativ 11–14 cm și lățime de 6 cm. Localizați de o parte și de alta a coloanei vertebrale, se află imediat sub cutia toracică, corespunzător vertebrelor T12-L3. Ocupă loja renală împreună cu glandele suprarenale, dezvoltate la polul superior al fiecărui rinichi. Datorită organelor învecinate, rinichiul drept este localizat puțin mai jos față de rinichiul stâng. 
Rinichii au două fețe, una anterioară și una posterioară, o margine convexă și o zonă concavă - zona hilară. În hilul renal intră artera renală și tot de aici iese vena renală și este localizat pelvisul renal care drenează urina în vezica urinară prin ureter. Învelit în mai multe straturi de apărare - grăsimea perirenală, fascia renală și grăsimea pararenală, rinichiul are o capsulă fibroasă care, împreună cu celelalte straturi, asigură protecție mecanică pentru rinichi. Deoarece localizarea rinichilor este imediat sub ficat și splină și acestea la rândul lor sub diafragmă, rinichi sunt mobili în respirație. 
Structural parenchimul renal (masa renală) este divizat în două zone, una corticală, superficială sau la exterior, și una medulară, în profunzime sau la interior. În parenchimul renal are loc filtrarea sângelui și formarea urinei primare, care prin procedee de reabsorbție și concentrare devine urină finală care este excretată la exterior prin micțiune.

### Uretere
Ureterele sunt tubii urinari care transportă urina din bazinetul renal (pelvisul renal) în vezica urinară, unde se stochează până la urinare. Ureterele sunt tuburi formate din fibre musculare netede cu o lungime de 25-30 cm. Ele însoțesc în traiectul lor descendent mușchiul psoas și vasele mari care coboară spre membrul inferior și sunt inervate de nervi vaselor care le însoțesc.

### Vezica urinară
Este un organ cavitar, elastic, care stochează urina produsă de rinichi până la un anumit volum când conținutul se va elibera la exterior prin actul de micțiune (urinare). Chiar dacă volumul poate fi mai mare, de obicei vezica conține și eliberează la o urinare un volum aproximativ de 300-350 ml urină. Senzația de urinare apare după umplerea vezicii cu un volum de minim 200 ml. Cel mai frecvent funcționarea anormală a vezicii poate fi dată de anumite condiții endogene, de mediu și psihologice. De-asemenea vezica constituie un mediu propice pentru dezvoltarea infecțiilor urinare ascendente de la exterior prin uretră, mai ales la femei datorită lungimii scurte a acesteia.

### Uretra
Este vasul urinar final care conduce urina din vezică spre exterior printr-un canal comun uro-reproductiv la bărbați, dar cu cale separată la femei, față de vagin și orificiul vaginal. În timpul vieții embrionare pot apărea defecte ale formării și traiectului uretrei care pot duce la malformații serioase. Datorită diferenței de lungime a uretrei, bărbații nu au aceeași frecvență de dezvoltare a infecțiilor urinare joase ca femeile.

### Meat urinar
Meatul urinar reprezintă orificiul extern al uretrei, destinat eliminării urinei. La bărbați, meatul urinar este situat în vârfului glandului penian, la femei – în partea anterioară a vestibulului vaginal între glandul clitoris și orificiul vaginal. Pe părțile laterale al meatului feminin se află orificiile glandele parauretrale.